# James Wlcek
James „Jimmy“ M. Wlcek (* 22. Februar 1964 in New York City, New York) ist ein US-amerikanischer Theater- und Filmschauspieler.

## Leben
Der gebürtige New Yorker Wlcek debütierte 1987 in einer Episode der Fernsehserie Geschichten aus der Schattenwelt als Schauspieler. Ab demselben Jahr bis 1989 verkörperte er in 49 Episoden die Rolle des Ben Shelby in der Fernsehserie Ryan's Hope. Von 1990 bis 1992 wirkte er in der Rolle des Linc Lafferty in der Fernsehserie Jung und Leidenschaftlich – Wie das Leben so spielt mit. Ende der 1990er Jahre folgte die Serienrolle des Trent Malloy in Walker, Texas Ranger. Dieselbe Rolle übernahm er 1999 in sechs Episoden der Fernsehserie Sons of Thunder. Ab den 2000er Jahren ging seine Präsenz als Seriendarsteller deutlich zurück und er wiegte überwiegend in unregelmäßigen Abständen in verschiedenen Fernseh- und Kinofilmen wie Die Ex-Freundinnen meines Freundes oder Hydra – The Lost Island mit.
Seit 1997 ist er mit Susan Broccoli verheiratet. Das Paar hat zwei Kinder. 1998 wirkte er als Bühnendarsteller im Producers Club Theatre mit.

## Filmografie
- 1987: Geschichten aus der Schattenwelt (Tales from the Darkside) (Fernsehserie, Episode 3x20)
- 1987–1989: Ryan's Hope (Fernsehserie, 49 Episoden)
- 1989: Liebe, Lüge, Leidenschaft (One Life to Live) (Fernsehserie, 2 Episoden)
- 1989: Magnolien aus Stahl (Steel Magnolias)
- 1990–1992: Jung und Leidenschaftlich – Wie das Leben so spielt (As the World Turns) (Fernsehserie, 13 Episoden)
- 1996: Baywatch Nights (Fernsehserie, Episode 2x08)
- 1996: Teuflisch sexy (Damien's Seed)
- 1997: L.A. Firefighters (Fernsehserie, Episode 2x02)
- 1997–1999: Walker, Texas Ranger (Fernsehserie, 13 Episoden)
- 1999: Sons of Thunder (Fernsehserie, 6 Episoden)
- 2002: JAG – Im Auftrag der Ehre (JAG) (Fernsehserie, Episode 7x14)
- 2003: Lady Cops – Knallhart weiblich (The Division) (Fernsehserie, Episode 3x16)
- 2004: Die Ex-Freundinnen meines Freundes (Little Black Book)
- 2005: Don't Tell
- 2009: Hydra – The Lost Island (Hydra) (Fernsehfilm)
- 2011: Liebe trotzt dem Sturm (Love's Christmas Journey) (Fernsehfilm)
- 2012: Blackout – Die totale Finsternis (Blackout) (Fernsehserie, Episode 1x01)
- 2013: Shadow on the Mesa (Fernsehfilm)
- 2014: The Palmer Supremacy
- 2016: The Sector
- 2019: Howlers